# 津軽そば
津軽そば（つがるそば）は、青森県津軽地方を中心に食されている郷土料理の蕎麦。

## 概要
江戸時代に生まれた。つなぎに大豆をすりつぶした呉汁を使うのが特徴で、その呉汁をそばがきに混ぜ合わせて生地が作られている。米が貴重な時代、庶民はそばを常食していたが、それだけでは栄養が偏るため、蕎麦からタンパク質を摂取するためにこのような独特の製法が生まれたとされている。つくるのに数日を要するなど手間暇がかかる津軽そばは戦後廃れたが、平成9年に地元の日本料理店を中心に復興された。日持ちさせるため、麺を茹でた後冷やすという「煮置き」という工夫がされた結果、非常にやわらかく、箸で持ち上げるとちぎれてしまう程のものもある。汁物をすするように食べる。出汁は鰹を中心にさば節やあごだしなどが使われ、醤油で味を調えたラーメンスープに近い仕上がりのものが多い。
津軽地方では、旧暦の12月8日に「八日そば」と言われ、一年の無病息災を願って津軽そばを食べる風習があった。この日は農家などが医者に医薬品の代金をまとめて支払う日で、医者がそば切りに「病気を切る」という意味を込め、津軽そばを振る舞ったという。
アキモト製麺や大谷製麺所、かがや食品などが麺を製造しており、家庭でもつくることができる。

## 作り方
1. 大きな鍋で湯を沸かす。
2. そば粉を入れ、粒々がなくなるまでよくこね、そばがきをつくる。
3. 丼などで一杯ずつすくい、塊のまま水の中に入れ、しばらく冷やしておく。
4. 1～2日ほど水に浸した大豆をすり、水を少々加える。
5. 4を別に用意したそば粉に入れ、 手でよく混ぜる。
6. 一昼夜おいたそばがきの水気を良く切り、大豆を加えたそば粉の中に入れてよくこねる。この時、水や他のつなぎは一切加えない。
7. 麺棒で延ばし、切ってから、夏で五時間、冬は一昼夜寝かせる。
8. 茹でて水にさらした後、一食分ずつ玉にする[9]。